# Валтер Скот
Валтер Скот, често неправилно као Волтер Скот, (енгл. Walter Scott; Единбург, 15. август 1771 — Аботсфорд, 21. септембар 1832) био је шкотски писац.
Сакупљао је народну поезију и писао романе о јунацима шкотског националног предања. Још као дете, волео је да слуша песме и бајке његових предака, и био фасциниран њима.
Од њега се очекивало да постане адвокат, као и његов отац, и чак је је био очев ученик неко време, али је љубав према књигама и историји превладала. Иако су његови романи углавном били о Шкотској историји, његов најпознатији роман Ајванхо говори о Енглеској у време краља Ричарда и Крсташких ратова.
Године 1826. добио је племићку титулу, искључиво као награду за књижевне заслуге.
Његови романи укључују Роб Рој, Квентин Дарвард, Талисман и друге. Ајванхо (1819) роман је који евоцира вријеме тензија између освајача Нормана и британских староседилаца Саксонаца. Скот на један убедљив начин призива време витешких турнира, славе, крсташких ратова и звекета мачева.

## Порекло
Валтер Скот је рођен 15. августа 1771, у стану на трећем спрату на Колеџ Вајнду у Старом граду, Единбург, уској уличица која води од Каугекта до капија Универзитета у Единбургу (Старог колеџа). Он је био девето дете (шесторо је умрло у детињству) Валтера Скота (1729–1799), члана кадетске подружнице клана Скот и писца печата, и његове супруге Ан Радерфорд, сестре Даниела Радерфорд и потомка клана Свинтон и породице Халибертон (порекло због којег је Валтеровој породици дато наследно право сахране у опатији Драјбер). Валтер је тако био рођак градитеља некретнина Џејмса Бертона (ум. 1837), рођеног као „Халибертон”, и његовог сина архитекте Десимуса Бертона. Валтер је касније постао члан Кларенс клуба, чији су чланови били Бертонови.

## Детињство
Он је током детињства преживео напад дечије парализе 1773. године, што га је учинило хромим, стањем које би имало значајан утицај на његов живот и писање. Да би залечио своју хромост, био је послат 1773. године да живи у руралним Шкотским границама на фарми свог деде и бабе по оцу у Сандиновсу, у близини рушевине  Смајлхолмске куле, раније породичне куће. Овде га је научила да чита његова тетка Џени Скот, и од ње је научио говорне обрасце и многе приче и легенде које су касније карактерисале велики део његовог рада. У јануару 1775. вратио се у Единбург, и тог лета је отишао са својом тетком Џени на бањско лечење у Бату у Сомерсету, у јужној Енглеској, где су живели на 6 Саут Парејд. У зиму 1776. вратио се у Сандиновс, са још једним покушајем лечења водом у Престонпансу током следећег лета.
Године 1778. Сkот се вратио у Единбург на приватно образовање како би se припремио за школу и придружио породици у њиховој новој кући, једној од првих која изграђених на Џорџ скверу. Октобра 1779, он је почео да похађа наставу у Краљевској гимназији у Единбургу. Тада је већ могао да хода и истражује град и околну природу. Његово читање је укључивало витешке романсе, песме, историју и путописе. Џејес Мичел му је давао приватне часове из аритметике и писања и од њега је научио историју Шкотске цркве са нагласком на Заветима. Године 1783, његови родитељи су га, верујући да је премашио своју снагу, послали да борави шест месеци код тетке Џени у Келсу у Шкотским границама: тамо је похађао Келску гимназију, где је упознао Џејмса Балантајна и његовог брата Џона, који су касније постали његови пословни партнери и штампари.

## Радови

### Романи
- 1814: Waverley
- 1815: Guy Mannering
- 1816: The Antiquary
- 1816: The Black Dwarf и Old Mortality или The Tale of Old Mortality – први наставак из подскупа серије, Tales of My Landlord
- 1817: Rob Roy
- 1818: The Heart of Mid-Lothian – the 2nd instalment from the subset series, Tales of My Landlord
- 1819: The Bride of Lammermoor и A Legend of Montrose или A Legend of the Wars of Montrose – трећи наставак из подскупа серије, Tales of My Landlord
- 1820: Ivanhoe
- 1820: The Monastery
- 1820: The Abbot
- 1821: Kenilworth
- 1822: The Pirate
- 1822: The Fortunes of Nigel
- 1822: Peveril of the Peak
- 1823: Quentin Durward
- 1824: St. Ronan's Well или Saint Ronan's Well
- 1824: Redgauntlet
- 1825: The Betrothed и The Talisman – подсет серије, Tales of the Crusaders
- 1826: Woodstock
- 1827: Chronicles of the Canongate — који садржи две кратке приче ('The Highland Widow' and 'The Two Drovers') и роман (The Surgeon's Daughter)
- 1828: The Fair Maid of Perth – други наставак из подскупа серије, Chronicles of the Canongate
- 1829: Anne of Geierstein
- 1832: Count Robert of Paris и Castle Dangerous – четврти наставак из подскупа серије, Tales of My Landlord

Друге новеле:
- 1831–1832: The Siege of Malta – завршен роман је постхумно објављен 2008.
- 1832: Bizarro – незавршен роман (или новела) објављен постхумно 2008.

### Поезија
- 1796: The Chase, and William and Helen
- 1800: Glenfinlas
- 1802–1803: Minstrelsy of the Scottish Border
- 1805: The Lay of the Last Minstrel
- 1806: Ballads and Lyrical Pieces
- 1808: Marmion
- 1810: The Lady of the Lake
- 1811: The Vision of Don Roderick
- 1813: The Bridal of Triermain
- 1813: Rokeby
- 1815: The Field of Waterloo
- 1815: The Lord of the Isles
- 1817: Harold the Dauntless

### Кратке приче
- 1827: "The Highland Widow" и "The Two Drovers"
- 1828: "My Aunt Margaret's Mirror", "The Tapestried Chamber", и "Death of the Laird's Jock" – из серије The Keepsake Stories

### Драме
- 1799: Goetz of Berlichingen, with the Iron Hand: A Tragedy
- 1822: Halidon Hill
- 1823: MacDuff's Cross
- 1830: The Doom of Devorgoil
- 1830: Auchindrane